# Älmås

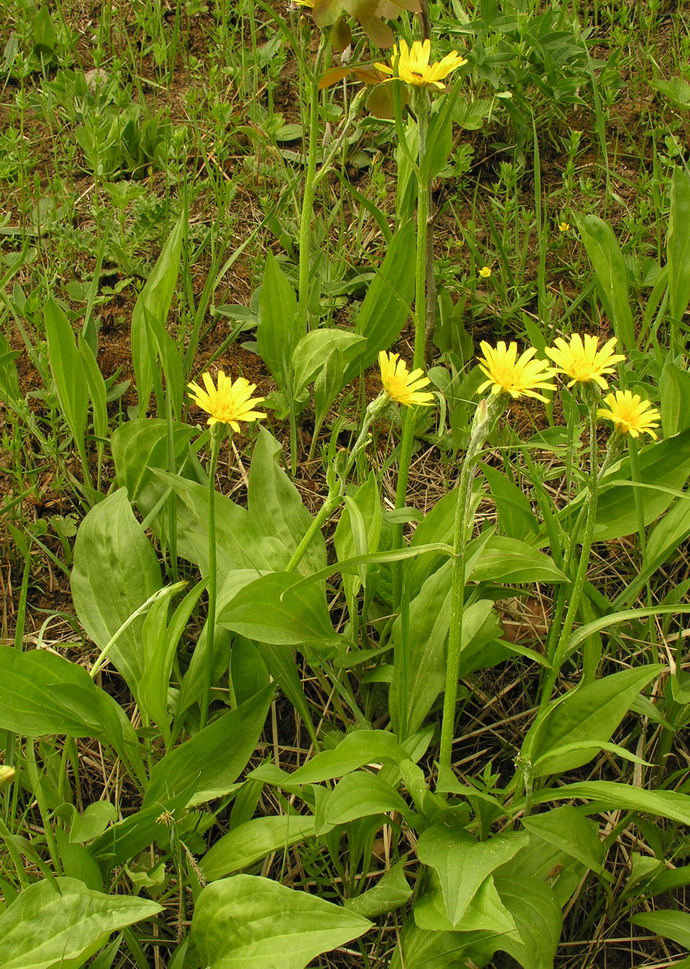
Svinrot

Älmås är ett naturreservat i Borås kommun i Västra Götalands län.
Reservatet är ett kommunalt naturreservat 6 km söder om Borås. Det är 35 hektar stort och skyddat sedan 2006.  
Röjningsrösen och stenmurar kantar gamla åkrar och ängar. Mellan åkrarna växer gamla ädellövträd som alm, ask, avenbok, bok, ek, fågelbär, lind och lönn. Området bär spår av äldre tiders odlingslandskap med fossil åkermark och husgrunder. De öppna ytorna har med åren minskat och ersatts av lundar och skogar. Bland de växter som finns där kan svinrot, backtimjan, blåsippa, slåttergubbe och stagg nämnas. Skyddsvärda lavar och mossor växer på de gamla träden. Lunglav, almlav och guldlockmossa är några arter som finns i reservatet. Svamparna cinnoberticka och kantarellmussling förekommer. 
Sommartid betas hagarna av rödkulla, en gammal svensk lantras. I reservatet finns ett markerat spår där intressanta platser är utmärkta. Spåret är 2,4 km lång.